# Johann Conrad Rappius
Johann Conrad Rappius (* 28. August 1658 in Öhringen; † 1693 in Neuenstein) war ein deutscher Arzt, Stadtarzt in Rothenburg ob der Tauber und Mitglied der Gelehrtenakademie „Leopoldina“.

## Leben
Johann Conrad Rappius, auch Johann Conrad Rapp, war Respondent der Medizin bei Friedrich Christian Winckler an der Ruprecht-Karls-Universität Heidelberg. Er wurde anschließend praktischer Arzt in Öhringen und im Bezirk Hohenlohe. Danach wurde er praktischer Arzt in Künzelsau und schließlich Physikus in Rothenburg ob der Tauber.
Im Juni 1684 wurde Johann Conrad Rappius mit dem Beinamen SERAPIO II. als Mitglied (Matrikel-Nr. 122) in die Leopoldina aufgenommen.

## Schriften
- Disputatio Inauguralis Medica De Dysenteria, Ammonius Heidelberg 1681 Digitalisat

## Ehrung beim Begräbnis
- Das rechte Leben der Glaubigen im Himmel, bey trauriger und Volck-reicher Leich-Begaengnuß des weyland Hoch-Edel, Best- und Hochgelehrten Herrn Johann Conrad Rappens, medicinae doctoris Hoch-Gräfl. Hohenloisch-Hochbestelten Leib- und Hoff-Medici allhier, wie auch Statt-Physici zu Oehringen etc., Stadtkirche Neuenstein 1693.